# جبل ريمر
جبل ريمر، يبلغ ارتفاعه 2,572 قدم (784 م)، هو قمة بارزة في جبال تاكونيك في غرب ماساتشوستس ونيويورك المجاورة، يقع الجانب الغربي والقمة في نيويورك؛ تقع المنحدرات الشرقية داخل ولاية ماساتشوستس. قمة التلال هي جزء من مرج وجزء مشجر مع التنوب الأحمر، والتنوب البلسم، وأنواع الأشجار الخشبية الصلبة الشمالية. يتميز بإطلالاته على وادي نهر هوسيك ووادي نهر هدسون. يمر طريق قمة تاكونيك عبر الجبل 35 ميل (56 كـم)، يقع جزء كبير من المنحدرات العلوية والقمة داخل أراضي الحفظ المحمية، الجبل هو موقع منطقة التزلج الميتة.

## جغرافية
يقع جبل ريمر في منطقة ويليامز تاون و ماساتشوستس و مدينتي بيترسبيرغ وبرلين في نيويورك. تستمر جبال تاكونيك جنوبًا من جبل ريمر مثل جبل برلين وشمالًا مثل خط القمم الصخرة البيضاء. وهي محاطة من الشرق بالعديد من التلال التي تسبق وادي نهر هوسيك وبلدة ويليامز تاون. يصب الجانب الغربي من الجبل في نهر ليتل هوسيك، ومن هناك إلى نهر هوسيك، نهر هدسون. الجانب الشرقي يصب في نهر هوسيك. ممر بطرسبورغ، الذي يقع على طريق نيويورك 2 / طريق ماساتشوستس 2 ، يقطع الفجوة بين جبل رايمر والقمة التالية إلى الشمال، سميث هيل، على ارتفاع 1650 قدمًا (500 م)، على بعد 0.75 ميلًا (1.21 كم) شمال قمة جبل رايمر.

## التزلج على جبال الألب
كان جبل ريمر موطنًا للتسلق والتزلج على جبال الألب لما يقرب من عقدين. كانت تُعرف في الأصل باسم منطقة ممر بطرسبورغ للتزلج، وكان النزل الأساسي ومواقف السيارات يقعان بالقرب من ارتفاع الأرض على طريق ولاية نيويورك 2.
بدأت منطقة التزلج في عام 1962، وتضم مجموعة متنوعة من المسارات التي يخدمها مصعد بوما المزدوج. تمت إضافة مصعد سطح مبتدئ أسفل منطقة القاعدة في عام 1964.

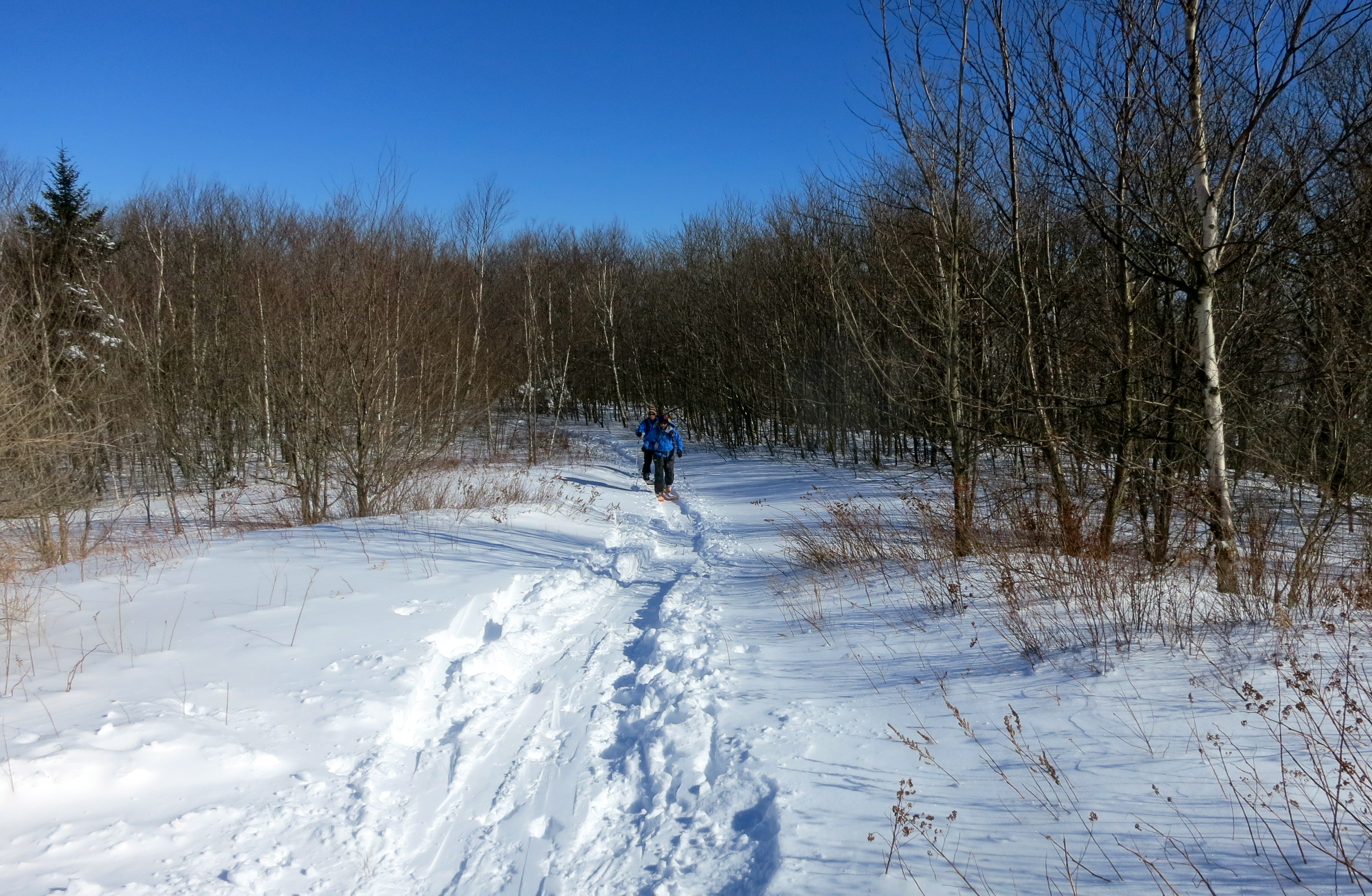
صورة عام 2014 لأحد مسارات التزلج في المناطق النائية بالقرب من قمة جبل ريمر

نظرًا لمجموعة متنوعة من الأسباب، بما في ذلك الصعود الحاد للطريق 2 ونقص المياه اللازمة لصنع الثلج، عانت منطقة التزلج خلال معظم فترات وجودها. نتيجة لذلك، فشلت منطقة التزلج في العمل لعدة مواسم في السبعينيات. بالإضافة إلى ذلك، تمت إعادة تسمية منطقة ممر بطرسبوغ للتزلج مرتين من أجل محاولة إعادة تسمية صورتها. بعد وقت قصير من مسارات تاكونيك، عرفت منطقة التزلج آخر مرة باسم جبل ريمر. جرت محاولة لتوسيع منطقة التزلج بشكل كبير خلال سنواتها الأخيرة، حيث تم قطع الممرات على الوجه الغربي للجبل. لم يكتمل هذا التوسع مطلقًا وخرجت منطقة التزلج عن العمل في عام 1980. في الآونة الأخيرة، منذ حوالي عام 2010، كان هناك اهتمام متجدد بالمنطقة للتزلج في الريف على اثنين من الممرات والفسحات البالية.
تم بيع التلفريك المزدوج لاحقًا إلى Ski Butternut.

## روابط خارجية
- مجلس بيركشاير للموارد الطبيعية .
- صندوق Rensselaer Land Trust.
- خريطة غابة هوبكنز التذكارية.
- تاريخ غابة هوبكنز التذكاري
- نادي تاكونيك للمشي لمسافات طويلة
- مؤسسة ويليامزتاون للأراضي الريفية
- خريطة مسار مؤسسة Williamstown Rural Lands
- ممر بطرسبورغ - مشروع مناطق التزلج المفقودة في نيو إنجلاند